# Marie-Antoinette de Habsbourg-Toscane (1874-1891)
Pour les articles homonymes, voir Marie-Antoinette d'Autriche (homonymie).
Marie-Antoinette de Habsbourg-Toscane, née à Vienne (Autriche), Autriche-Hongrie, le 18 avril 1874, et morte à Arco (Italie), Autriche-Hongrie, le 14 janvier 1891, est une archiduchesse d'Autriche et princesse de Toscane.

## Biographie
Troisième fille et sixième des dix enfants de l'archiduc Charles Salvator de Habsbourg-Toscane (1839-1892) et de son épouse la princesse Marie-Immaculée des Deux-Siciles (1844-1899), Marie-Antoinette de Habsbourg-Toscane naît à Vienne, le 18 avril 1874,. 
Marie-Antoinette de Habsbourg-Toscane demeure célibataire.
Son état de santé se dégrade en raison d'une « maladie longue et cruelle ». En juillet 1890, lors des fêtes données à Bad Ischl en l'honneur du mariage de son frère François-Salvator avec l'archiduchesse Marie-Valérie d'Autriche, Marie-Antoinette, trop faible, doit être conduite à l'église en chaise à porteurs. Elle meurt à Arco (Italie), le 14 janvier 1891, à l'âge de 16 ans. Elle est inhumée dans la « Crypte Ferdinand » Ferdinandsgruft, crypte des Capucins à Vienne,.

## Honneurs
Marie-Antoinette de Habsbourg-Toscane est :
- Dame noble de l'ordre de la Croix étoilée, Autriche-Hongrie ;
- Dame d'honneur de l'ordre de Thérèse (Royaume de Bavière).